# Келлогг (Айдахо)
Келлогг (англ. Kellogg) — місто в окрузі Шошоні, штат Айдахо, США. Згідно з переписом 2010 року населення становило 2120 осіб, що на 275 осіб менше, ніж 2000 року.

## Географія
Келлогг розташований за координатами 47°32′15″ пн. ш. 116°8′34″ зх. д. / 47.53750° пн. ш. 116.14278° зх. д. (47.537379, -116.142674).  За даними Бюро перепису населення США в 2010 році місто мало площу 10,37 км², з яких 10,25 км² — суходіл та 0,12 км² — водойми.

### Клімат
| Клімат : Келлогг        | Клімат : Келлогг | Клімат : Келлогг | Клімат : Келлогг | Клімат : Келлогг | Клімат : Келлогг | Клімат : Келлогг | Клімат : Келлогг | Клімат : Келлогг | Клімат : Келлогг | Клімат : Келлогг | Клімат : Келлогг | Клімат : Келлогг | Клімат : Келлогг |
| Показник                | Січ.             | Лют.             | Бер.             | Квіт.            | Трав.            | Черв.            | Лип.             | Серп.            | Вер.             | Жовт.            | Лист.            | Груд.            | Рік              |
| Абсолютний максимум, °C | 14,4             | 20,0             | 25,6             | 33,9             | 38,3             | 41,7             | 42,8             | 43,9             | 38,9             | 33,3             | 20,6             | 16,1             | 43,9             |
| Середній максимум, °C   | 1,7              | 4,9              | 9,3              | 14,7             | 19,9             | 23,9             | 29,5             | 28,8             | 23,2             | 15,4             | 6,6              | 2,1              | 15,0             |
| Середній мінімум, °C    | −6,4             | −4,7             | −2,1             | 0,9              | 4,6              | 8,1              | 10,1             | 9,0              | 5,6              | 1,6              | −1,8             | −5               | 1,7              |
| Абсолютний мінімум, °C  | −32,8            | −32,2            | −22,8            | −14,4            | −6,7             | −1,1             | −0,6             | −2,2             | −11,7            | −17,8            | −23,9            | −37,8            | −37,8            |
| Норма опадів, мм        | 97               | 72               | 78               | 61               | 66               | 59               | 25               | 28               | 42               | 68               | 97               | 98               | 790              |
| ----------------------- | ---------------- | ---------------- | ---------------- | ---------------- | ---------------- | ---------------- | ---------------- | ---------------- | ---------------- | ---------------- | ---------------- | ---------------- | ---------------- |
| Джерело:                |                  |                  |                  |                  |                  |                  |                  |                  |                  |                  |                  |                  |                  |

## Демографія

### Перепис 2010 року
За даними перепису 2010 року, у місті проживало 2 120 осіб у 903 домогосподарствах у складі 526 родин. Густота населення становила 206,7 ос./км². Було 1 202 помешкання, середня густота яких становила 117,2/км². Расовий склад міста: 94,0% білих, 0,4% афроамериканців, 2,2% індіанців, 0,3% азіатів, 0,1% тихоокеанських остров'ян, 1,0% інших рас, а також 2,0% людей, які зараховують себе до двох або більше рас. Іспанці та латиноамериканці незалежно від раси становили 3,2% населення.
Із 903 домогосподарств 29,8% мали дітей віком до 18 років, які жили з батьками; 35,8% були подружжями, які жили разом; 15,3% мали господиню без чоловіка; 7,2% мали господаря без дружини і 41,7% не були родинами. 34,4% домогосподарств складалися з однієї особи, у тому числі 12,4% віком 65 і більше років. У середньому на домогосподарство припадало 2,29 мешканця, а середній розмір родини становив 2,91 особи.
Середній вік жителів міста становив 40,4 року. Із них 24,4% були віком до 18 років; 8,3% — від 18 до 24; 23,5% від 25 до 44; 27,6% від 45 до 64 і 16,3% — 65 років або старші. Статевий склад населення: 50,0% — чоловіки і 50,0% — жінки.
Середній дохід на одне домашнє господарство  становив 44 130 доларів США (медіана — 37 083), а середній дохід на одну сім'ю — 52 837 доларів (медіана — 44 125). Медіана доходів становила 45 240 доларів для чоловіків та 31 250 доларів для жінок. За межею бідності перебувало 20,0 % осіб, у тому числі 23,4 % дітей у віці до 18 років та 13,5 % осіб у віці 65 років та старших.
Цивільне працевлаштоване населення становило 842 особи. Основні галузі зайнятості: освіта, охорона здоров'я та соціальна допомога — 22,0 %, роздрібна торгівля — 16,4 %, виробництво — 10,0 %, науковці, спеціалісти, менеджери — 9,3 %.

### Перепис 2000 року
За даними перепису 2000 року, у місті проживало 2 395 осіб у 1 023 домогосподарствах у складі 603 родин. Густота населення становила 476,7 ос./км². Було 1 239 помешкань, середня густота яких становила 246,6/км². Расовий склад міста: 94,70% білих, 0,13% афроамериканців, 1,59% індіанців, 0,25% азіатів, 0,25% тихоокеанських остров'ян, 0,46% інших рас, а також 2,63% людей, які зараховують себе до двох або більше рас.  Іспанці та латиноамериканці незалежно від раси становили 1,75% населення.
Із 1 023 домогосподарств 30,0% мали дітей віком до 18 років, які жили з батьками; 43,0% були подружжями, які жили разом; 11,8% мали господиню без чоловіка, і 41,0% не були родинами. 35,3% домогосподарств складалися з однієї особи, у тому числі 16,7% віком 65 і більше років. У середньому на домогосподарство припадало 2,27 мешканця, а середній розмір родини становив 2,94 особи.
Віковий склад населення: 26,1% віком до 18 років, 8,1% від 18 до 24, 26,1% від 25 до 44, 21,4% від 45 до 64 і 18,4% від 65 років і старші. Середній вік жителів — 37 років. Статевий склад населення: 48,4 % — чоловіки і 51,6 % — жінки.
Середній дохід домогосподарств у місті становив $25 898, родин — $32 260. Середній дохід чоловіків становив $29 214 проти $17 391 для жінок. Дохід на душу населення в місті був $16 274. Приблизно 17,3% родин і 21,8% населення перебували за межею бідності, включаючи 30,2% віком до 18 років і 7,3% від 65 і старших.